# Champagne Kisses
"Champagne Kisses" é uma canção da cantora britânica Jessie Ware parte de seu segundo álbum, Tough Love de 2014. O single contendo dois remixes oficiais da canção foi lançado no Reino Unido em formato download digital em 20 de abril de 2015 já que a faixa havia sido escolhida para ser o quarto single de destaque do álbum. A canção foi composta por Jessie Ware, Benny Blanco e Ben Ash.

## Videoclipe
Em 17 de janeiro de 2015, Ware confirmou através de seu Twitter oficial que o quarto single a ser lançando seria "Champagne Kisses". Chris Sweeney dirigiu o videoclipe que foi publicado no YouTube oficial de Ware no dia 11 de fevereiro de 2015. O vídeo mostra imagens surreais que evocam a ideia de que Ware está pacientemente esperando por sua vez de experimentar o amor supremo sobre o qual ela canta em sua canção. A paleta de cores utilizada é em sua maioria composta de cores primárias e secundárias. Não há nenhuma tecnologia digital retratada no videoclipe mas apenas objetos da era analógica. O figurino usado por Ware é em grande parte inspirado pela moda dos anos 80 com exceção de um terno preto que tem um estilo mais anos 90. Ariana Bacle da Entertainment Weekly escreveu que assistir ao video "é como entrar em um museu de arte moderna: pílulas de dois tons repousam sobre um pires prata, clones de Ware estão atados apenas pelos cabelos, e corpos se sucumbem a um efeito distorcido de espelho mágico —mas não há espelho algum à vista."

## Faixas
| Download digital |                    |         |  |
| N.º              | Título             | Duração |  |
| 1.               | "Champagne Kisses" | 3:22    |  |

| Remixes EP |                                   |         |  |
| N.º        | Título                            | Duração |  |
| 1.         | "Champagne Kisses" (TCTS remix)   | 4:27    |  |
| 2.         | "Champagne Kisses" (Darius remix) | 4:58    |  |

## Lançamento
Remixes - EP
| Região      | Data          | Formato          | Selo           |
| ----------- | ------------- | ---------------- | -------------- |
| Reino Unido | 20 April 2015 | Download digital | Island Records |

## Uso em outras mídias
- Robert Herjavec e sua parceira de dança Kym Johnson apresentaram uma coreografia estilo contemporâneo usando a canção na oitava semana da vigésima temporada de Dancing With The Stars.